# John Charnley
John Charnley (29 de agosto de 1911-5 de agosto de 1982) fue un cirujano ortopédico británico. Fue uno de los pioneros en las operaciones de implantes de cadera, (artroplastia de baja fricción ) la cual actualmente es una de las intervenciones quirúrgicas más comunes tanto en el Reino Unido como en el mundo entero.[cita requerida] También demostró la importancia fundamental de la compresión ósea en las operaciones de las articulaciones, particularmente la rodilla, en tobillo y el hombro.
John Charnley también influenció a generaciones de cirujanos ortopédicos por su eminente libro de texto sobre el tratamiento de las fracturas, publicado por primera vez en 1950.

## Biografía
Charnley nació en Bury, Lancashire. Después de destacarse en las asignaturas relacionadas con la ciencia en la Bury Grammar School, decidió estudiar medicina. Realizó estudios previos a la universidad en 1929, y finalmente se graduó en 1935 en Medicina, Cirugía y Ciencia (Anatomía y Fisiología).
Charnley fue nombrado caballero en 1977.

## Implante de cadera
El implante de cadera patentado por Charnley consta de un vástago de acero inoxidable dentro de una pieza de Polietileno de ultra alto peso molecular, unidas y colocadas en su lugar mediante polimetilmetacrilato.